# Ману, Йоан
Йоан Ману (рум. Ioan Manu; 24 июня 1803, Бухарест — 29 ноября 1874, Бухарест) — румынский государственный деятель, дипломат, юрист, политик, каймакам Валахии в 1858—1859 годах.

## Биография
Представитель боярского рода.
Сын Михаила Ману, родившегося в семье венецианского происхождения, переселившейся из Стамбула в Валахию в середине XVIII века, представители знатного рода фанариотов. Получил домашнее образование, затем учился в румынских школах.
Во время правления графа Павла Киселёва, управлявшего Дунайскими княжествами, находившимися под протекторатом России, служил префектом Галаца, затем префектом Джурджу, в 1833 году поселился в столице Бухаресте , занимая несколько должностей подряд: был ворником во время правления Александра II Гика, секретарём Национального собрания, префектом полиции столицы. При господаре  Георгии Бибеску организовал первый корпус пожарных в Валахии. За результативное участие в борьбе с Великим пожаром в Бухаресте (1847 г.) Ману был награждён «почётным мечом» столицы.
Во время Революции 1848 года в Дунайских княжествах бежал из страны, вернувшись на родину, некоторое время оставался вне политики. Позже стал министром иностранных дел в кабинете  Барбу Димитрия Штирбея. В своей политической деятельности Ману поднялся по всем боярским чинам, достигнув в конце концов самого высокого — Великого Ворника.
В 1858 году, во время Крымской войны и окончания российского протектората с октября 1858 по январь 1859 г. был назначен вместе с  Иоаном Филипеску и Эманоилом Бэляну Каймакамом Валахии до избрания Александру Иоана Куза 24 января 1859 г.
Избирался членом Парламента Румынии.